# En karl i köket
En karl i köket är en svensk komedifilm från 1954 i regi av Rolf Husberg. I huvudrollerna ses Herman Ahlsell, Ittla Frodi, Holger Löwenadler och Hjördis Petterson.

## Om filmen
Filmen är baserad på den danska pjäsen Den mandlige Husassistent, från 1937, av Fleming Lynge och Axel Frische. Pjäsen hade urpremiär på Det Ny Teater i Köpenhamn och med svensk premiär på Folkets hus teater i Stockholm den 10 oktober 1938.
Berättelsen filmades redan 1938 i Danmark som Den mandlige Husassistent och i Sverige som Herr Husassistenten.
Filmen premiärvisades den 18 oktober 1954 på biograf Astoria i Stockholm. Inspelningen skedde med ateljéfilmning i Sandrewateljéerna och med exteriörer filmade i Djursholm. Filmfotograf var Hilding Bladh.
En karl i köket har visats vid ett flertal tillfällen på TV3 och i SVT, bland annat i juli 2019.

## Rollista i urval
- Herman Ahlsell – Olle Larsson, hovmästare
- Ittla Frodi – Karin Stenmark
- Holger Löwenadler – advokat Arvid Stenmark, Karins far
- Hjördis Petterson – Bertha Stenmark, Karins mor
- Hugo Björne – direktör Axel Möller, hotellägare
- Olle Johansson – Bertil Stenmark, Karins yngre bror
- Kjell Nordenskiöld – Torsten Lindström, Karins fästman
- Sive Norden – Eva Berglund, sekreterare hos advokat Stenmark
- Märta Dorff – fröken Eriksson, kassörska hos advokat Stenmark
- Gull Natorp – medlem i bridgeklubben
- Inga Hodell – medlem i bridgeklubben
- Mary Rapp – gäst på Karins party
- Sven-Axel "Akke" Carlsson – Bertils kamrat
- Sten Mattsson – Bertils kamrat
- Lennart Lundh – Buster, gäst på Karins party
- Olle Davide – gäst på Karins party
- Thorgny Ström – gäst på Karins party
- Hanka Nowacka – det polska hembiträdet
- Susanne Grafström – det kinesiska hembiträdet
- Hanny Schedin – fru Andersson, städerska
- Aurore Palmgren – fröken Olsson, byggmästare Olssons syster

## DVD
Filmen gavs ut på DVD 2010.